# Palazzo Guerrini
Il palazzo sorge poco distante dalla chiesa parrocchiale costruito intorno al 1780-1790 su una precedente abitazione risalente del 1641 e di proprietà della famiglia Merenda, che i Guerini avevano successivamente ereditato.

## Storia
Commissionato da Faustino Guerrini (1705-1795), nobile residente a Borgosatollo all'architetto bresciano Antonio Marchetti. Il Marchetti che nello stesso periodo stava seguendo i lavori per la costruzione della nuova parrocchiale è noto per aver partecipato anche ad altri cantieri nelle vicinanze.
Con la morte di Faustino Guerrini e dei pochi eredi la famiglia si estinse ed il palazzo passò ai Richiedei, fino ad arrivare nel 1852 ad Andrea Filippini e successivamente alla famiglia Facchi.
La facciata è sostenuta da un portico di cinque campate sorrette da sei colonne in stile toscano. I cinque archi hanno ampiezze diverse: larghi sono quello centrale e i due esterni, mentre quelli che li inframezzano sono di più modeste dimensioni, in modo che le colonne risultino accoppiate. Una tipologia molto insolita ma già presente in un'altra opera del Marchetti presso il vicino Capodimonte.
Gli storici Coccoli & Bosio (2006), ipotizzano che l'interno del palazzo dovesse avere un aspetto diverso sa quello odierno e sostengono che lo sviluppo interno originale non fu mai completato.
Il palazzo dopo numerosi anni di abbandono è stato recentemente restaurato.